# Peranema paleolulata
Peranema paleolulata là một loài thực vật có mạch trong họ Dryopteridaceae. Loài này được (Pic. Serm.) Fraser-Jenk. mô tả khoa học đầu tiên năm 2008.